# Maquiritari
Le maquiritari (autonyme : ye'kuana) est la langue caribe de l'ethnie yecuana, parlée au Venezuela et au Brésil.

## Nom
Selon le contexte et les locuteurs, cette langue peut également être appelée :
- au Venezuela : cunuana, de'cuana, de'kwana, de'kwana carib, maiongong, maquiritai, maquiritare, pawana, soto, ye'cuana, ye'kwana, yekuana.
- au Brésil : maiongong, makiritare, maquiritai, maquiritare, mayongong, pawana, so'to, ye'kuana, yecuana, yekuána, yekwana.

## Utilisation
Le maquiritari est parlé par environ 6 630 personnes de tous âges en 2012, dont :
- 6 200 au Venezuela, principalement dans les États de Bolívar et d'Amazonas, près de la frontière entre le Brésil et le Venezuela, le long des rivières Auaris supérieure, Caura, Continamo, Cunucunuma, Erebato, Matacuní, Padamo, Paraguá moyenne et Ventuari supérieure. Certains utilisent aussi l'espagnol (surtout les enfants), et il est utilisé comme langue seconde par les locuteurs du piaroa et du sanumá. C'est une langue reconnue par l'article 4 de la loi vénézuélienne sur les langues indigènes de 2008[1].
- 430 au Brésil, dans le réserve indigène yanomami près de la frontière vénézuélienne, dans l'État de Roraima. Beaucoup de ses locuteurs utilisent aussi le portugais et il est utilisé comme langue seconde par les locuteurs du sanumá[1].

## Classification
Le maquiritari fait partie des langues caribes. Il est classé par Ethnologue dans la sous-famille des langues caribes centrales et par Glottolog dans celle des langues guianan.

## Écriture
Le maquiritari s'écrit avec une version modifiée de l'alphabet latin comportant 12 consonnes et 14 voyelles (7 courtes et 7 longues),.

## Prononciation
|            | Bilabiales | Alvéolaires | Post-alvéolaires | Palatales | Vélaires | Glottales |
| ---------- | ---------- | ----------- | ---------------- | --------- | -------- | --------- |
| Occlusives |            | t           |                  | tʃ        | k        | ʔ         |
| Fricatives |            | s           | ʃ                | ç         |          | h         |
| Vibrante   |            |             | ɾ̠                |           |          |           |
| Nasales    | m          | n           |                  | ɲ         |          |           |
| Spirantes  | w          |             |                  | j         |          |           |

|          | Antérieures | Centrales | Postérieures |
| -------- | ----------- | --------- | ------------ |
| Fermées  | i iː        | ɨ ɨː      | u uː         |
| Moyennes | e eː        | ə əː      | o oː         |
| Ouvertes |             | a aː      |              |

## Lexique
| français | maquiritari |
| -------- | ----------- |
| Un       | Toni        |
| Deux     | Akə         |
| Trois    | Hedauə      |
| Homme    | Sotto       |
| Femme    | Wiri        |
| Soleil   | Chi         |
| Lune     | Nuna        |
| Eau      | Tona        |